# Ольшево (гміна Ботьки)
Ольшево (пол. Olszewo) — село в Польщі, у гміні Ботьки Більського повіту Підляського воєводства. Населення — 132 особи (2011).

## Історія
Вперше згадується 1528 року. Наприкінці XIX століття в селі відкрита церковна школа грамоти (просвіти).
У 1975—1998 роках село належало до Білостоцького воєводства.

## Демографія
Демографічна структура станом на 31 березня 2011 року:
|          | Загалом | Допрацездатний вік | Працездатний вік | Постпрацездатний вік |
| -------- | ------- | ------------------ | ---------------- | -------------------- |
| Чоловіки | 69      | 25                 | 40               | 4                    |
| Жінки    | 63      | 18                 | 29               | 16                   |
| Разом    | 132     | 43                 | 69               | 20                   |